# Le Portrait de Manon
Le Portrait de Manon (El retrat de Manon) és una òpera en un acte amb música de Jules Massenet i llibret en francès de Georges Boyer. S'estrenà al Teatre Nacional de l'Opéra-Comique de París el 8 de maig de 1894.
És una seqüela de l'òpera Manon (1884) del mateix compositor, àmpliament considerada la seva obra mestra. Le Portrait de Manon, en canvi, a penes va assolir una fracció de l'aplaudiment de l'original i rarament es representa avui dia, tot i que excepcionalment s'estrenà a Catalunya al Gran Teatre del Liceu de Barcelona el 25 de maig de 2007.